# Édouard Séguin

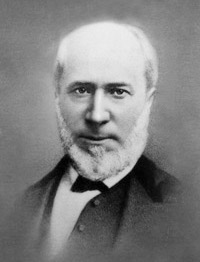
Édouard Séguin

Onézime Édouard Séguin (Clamecy (Nièvre), 20 januari 1812 - New York, 28 oktober 1880) was een Frans-Amerikaanse psychiater die zich vooral bezighield met kinderen met een verstandelijke beperking.

## Levensloop
Édouard Séguin werd geboren in een familie van artsen. Toch koos hij aanvankelijk voor een rechtenstudie. Hij liep school in het college van Clamecy en later dat van Auxerre en in het Lycée Saint-Louis in Parijs. Tijdens zijn studie was hij ook actief in de pers als kunst- en theatercriticus. In 1837 begon hij zich bezig te houden met de opvoeding van kinderen met een verstandelijke beperking, in die tijd "idioten" genoemd. Hij werkte onder leiding van Jean-Marc-Gaspard Itard, Félix Voisin en Jean-Étienne-Dominique Esquirol. In zijn behandeling ging hij uit van de stelling dat de kinderen geen ziek of abnormaal brein hadden. Via sensoriële oefeningen (blokken stapelen of figuren inpassen) probeerde hij de kinderen met een verstandelijke ontwikkelingsstoornis te stimuleren. Het doel was om hen zo goed als mogelijk in de samenleving te laten functioneren. In 1843 vatte Séguin medische studies aan in Parijs. Ondertussen bleef hij doorwerken met de kinderen en wetenschappelijk onderzoek verrichten. Dit leidde in 1846 tot de publicatie van Traitement moral, hygiène et éducation des idiots.
Séguin was een overtuigd republikein en een aanhanger van het saint-simonisme. Hij steunde de Februarirevolutie van 1848 die een einde maakte aan de monarchie. Uit onvrede met het politieke klimaat in Frankrijk verhuisde hij in 1850 met zijn gezin naar de Verenigde Staten. Ook daar had zijn werk al weerklank gevonden. Hij vestigde zich eerst als arts in Cleveland (Ohio) (1851) en later in Mount Vernon (New York) (1863). In 1861 behaalde hij een doctorstitel aan de New York University en werkte in de Randall's Island School for Mental Defectives. Hij stichtte verschillende scholen waaronder de Séguin Physiological School for feeble minded persons. In 1876 stichtte hij de Association of medical officers of american institutions for idiotic and feeble minded persons en werd de eerste voorzitter.

## Familie
Een zoon uit zijn eerste huwelijk, Edward C. Séguin (geboren: Édouard Constant Séguin) werd een vooraanstaand Amerikaans neuroloog.
Hij hertrouwde met zijn leerlinge Elsie Mary Mead, die directrice werd van de Séguin Physiological School for feeble minded persons.

## Publicaties (selectie)
- Traitement moral, hygiène et éducation des idiots (1846)
- Idiocy and Its Treatment by the Psychological Method (1866)